# Alternativa Verda (Moviment Ecologista de Catalunya)
|  | No s'ha de confondre amb Alternativa Verda o Els Verds - Alternativa Verda. |

Alternativa Verda (Moviment Ecologista de Catalunya), acrònim AV (MEC), fou un partit polític català de tarannà ecologista i catalanista fundat el 1983 a la Bisbal d'Empordà amb militants ecologistes, entre els quals hi havia algun antic militant de Nacionalistes d'Esquerra, i que volia aglutinar els col·lectius i grups ecologistes desencisats de la política. Una de les seves principals eines d'acció fou la denúncia davant els tribunals per delicte ecològic.
A les eleccions al Parlament de Catalunya de 1988 van obtenir 16.346 vots (0,61%), però va baixar a 10.323 (0,39%) a les eleccions al Parlament de Catalunya de 1992. El 1993 fou una de les organitzacions que formà el nou partit Els Verds (Confederació Ecologista de Catalunya). A partir de la crisi d'EV-CEC l'any 1999, antics militants d'AV(MEC) varen procedir a la refundació d'Els Verds - Alternativa Verda l'any 2000.